# Hugo Ventosa
Hugo Ricardo Lavinas Castro Mendonça Ventosa (sinh ngày 8 tháng 5 năm 1989 ở Póvoa de Santa Iria e Forte da Casa, Vila Franca de Xira, Lisbon) là một cầu thủ bóng đá người Bồ Đào Nha thi đấu cho CD Operário ở vị trí hậu vệ phải.